# 五十嵐薰
五十嵐薰（日语：五十嵐かおる，1976年1月5日—），日本漫畫家。

## 經歷
生於新潟縣。1999年以〈はっぴい2フェスティバル〉刊登於少女漫畫雜誌《ちゃおDX》夏季增刊號而出道，初期創作方向以喜劇為主，2005年起，作品開始涉及社會問題、諷刺題材。 
2017年以探討霸凌行為的《我不要一個人》榮獲第62屆小學館漫畫賞的兒童向部門賞。